# Worsleya procera
Worsleya es un género monotípico de plantas herbáceas, perennes y bulbosas perteneciente a la familia Amaryllidaceae. El género comprende una  sola especie originaria del este de Brasil: Worsleya procera (Lem.) Traub.

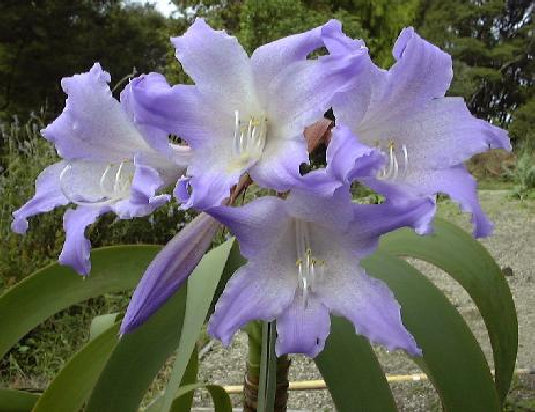
Vista de la flor

## Descripción
Worsleya procera es una de las plantas bulbosas más solicitadas y más raras del mundo. Es nativa de Brasil. En su hábitat natural estas plantas crecen en los acantilados  escarpados de granito en suelos con buen drenaje, totalmente expuestas al viento, la lluvia y el sol, constantemente sometidas a la niebla de las cascadas. Produce grandes racimos de hermosas flores de color azul-lila, salpicado de malva por dentro, florece a mediados de verano con tallos de hasta 1,5 metros de altura.

## Taxonomía
Worsleya procera fue descrita por (Lem.) Traub y publicado en Herbertia 10: 89, en el año 1944.
Sinonimia
- Amaryllis procera Duch.
- Amaryllis rayneri Hook.f.
- Hippeastrum procerum Lem.
- Worsleya rayneri (Hook.f.) Traub & Moldenke[6]